# Sithembele Anton Sipuka
Sithembele Anton Sipuka, né le 27 avril 1960 à Idutywa (en) (Cap-Oriental), est un prélat catholique sud-africain. Il est évêque d'Umtata (en) depuis 2008.

## Biographie

### Jeunesse et sacerdoce
Sipuka fréquente l'école primaire d'Umtata et obtient son diplôme d'études secondaires à Butterworth. Après avoir travaillé durant deux ans comme guichetier d'un bureau de poste, il entre au séminaire Saint-Jean-Marie-Vianney de Pretoria. Il est ordonné prêtre pour le diocèse de Queenstown (en) le 17 décembre 1988. Il est ensuite vicaire paroissial de Qoqodala et de Lady Frere (en) de 1989 à 1991 et curé de Cofimvaba (en) de 1991 à 1992. En 1992, il part à Rome pour étudier à l'université pontificale urbanienne, où il obtient une licence en théologie systématique en 1994.
De retour dans son pays natal, il enseigne la philosophie de la religion et la liturgie au séminaire philosophie majeure Saint-Pierre de Pretoria, ainsi que la théologie fondamentale et la théologie eucharistique au séminaire théologique majeur Saint-Jean-Marie-Vianney de la même ville de 1994 à 1995. Il devient vice-recteur puis recteur par intérim du séminaire Saint-Pierre de 1996 à 1999, avant d'occuper la fonction de recteur du séminaire Saint-Jean-Marie-Vianney de 2000 à 2008.

### Épiscopat
Le 8 février 2008, Sipuka est nommé évêque d'Umtata (en) par le pape Benoît XVI. Il est sacré le 3 mai suivant par l'évêque émérite d'Umtata Oswald Georg Hirmer (it), en présence des évêques de Witbank Paul Mandla Khumalo (de) et de Queenstown Herbert Nikolaus Lenhof (de).
En février 2019, Sipuka devient président de la Conférence des évêques catholiques d'Afrique australe, après en avoir été le second vice-présent d'octobre 2010 au 28 janvier 2016 et vice-président du 28 janvier 2016 à février 2019. Le 19 juillet 2019, il devient premier vice-président du Symposium des conférences épiscopales d'Afrique et de Madagascar.
Il accomplit sa visite ad limina auprès du pape François en avril 2014. Il renouvelle cette opération en juin 2023 avec l'ensemble des évêques d'Afrique australe ; à ce titre, il célèbre une messe sur la tombe de saint Pierre.
Fin 2023, il se montre optimiste quant au synode sur la synodalité et appelle les prélats qui y sont opposés à changer d'avis.